# Torsåker
Torsåker és un poble de la província de Gästrikland.
Pertany al poble industrial de Hofors i té una població aproximada de 900 habitants. En el poble hi ha una parròquia de la Diòcesi de Härnösand. Antigament es dedicava a la mineria del ferro.
Cada estiu hi ha un mercat agrícola bastant interessant. En un vell graner, el de Tor Lodge, feien antigament balls i danses.
Aquest poble té una fira a la tardor "Michaelmas", primer cap de setmana de setembre, per la festivitat de Sant Miquel, amb estands de flors i exposició sobre el cafè. Al pati de l'escola municipal hi posen el carrusel.
La primera dona que entrà al Parlament de Suècia, Kerstin Hesselgren era d'aquest poble. També vivia aquí el dibuixant de dibuixos animats suec, Elov Persson que vivia just davant de l'escola.

## Llocs d'interès
- Els jardins del centre històric (Gammelgården).
- L'església Jue Akers.
- Söderåsen
- Vallby Hedens (Una pedrera de pedra calcària)
- La Bell Mountain (Una campana)
- Körbergsklack
- Platges i llacs de la zona.